# Ripalta Cremasca
Ripalta Cremasca är en kommun i provinsen Cremona i regionen Lombardiet i Italien. Kommunen hade 3 397 invånare (2018).